# Juan Alberto Melgar
Juan Alberto Melgar Castro (ur. 26 czerwca 1930, zm. 2 grudnia 1987) – generał armii Hondurasu, polityk, minister sprawiedliwości i spraw wewnętrznych w rządzie prezydenta Oswaldo Lópeza Arellano (1972-1975). W 1975 obalił Lópeza i od tego momentu zajmował urząd prezydenta od 22 kwietnia 1975 do 8 sierpnia 1978 z ramienia Narodowej Partii Hondurasu (NPH). Został odsunięty od władzy przez armię. Był oskarżany o korupcję. Zmarł na atak serca.